# María Teresa de Jesús Le Clerc
María Teresa de Jesús Le Clerc (Remiremont, 2 de febrero de 1576 – Nancy, 9 de enero de 1622), o según su nombre secular Alix Le Clerc, fue una religiosa francesa, fundadora, junto con Pedro Fourier, de las Canonesas de San Agustín de la Congregación de Nuestra Señora. Fue beatificada por Pío XII el 4 de mayo de 1947.

## Biografía
Alix Le Clerc nació en el ducado de Lorena, en la actual Remiremont (Francia), el 2 de febrero de 1576. De joven siempre sintió atracción por la vida religiosa y una de las características principales de su personalidad era la manera piadosa con la que vivía su fe. Se trasladó a Hymont, donde conoció y tuvo como director espiritual a Pedro Fourier. Relación esta, que le llevó a madurar la idea de fundar una congregación religiosa a la que dedicarse por entero.
El 25 de diciembre de 1597, junto con otras tres compañeras, Alix se consagró a Dios, tomando el nombre el María Teresa de Jesús. Con el apoyo de su padre y de su director espiritual. A este se le considera también fundador del instituto. La nueva congregación se estableció en Mattaincourt, donde se fundó la primera casa. Ella y sus compañeras tuvieron muchas dificultades en la región puesto que el calvinismo había triunfado en ese lugar y los católicos eran perseguidos. La falta de apoyo de los lugareños hizo pensar a la nueva congregación de unirse a las clarisas, pero su apertura a la vida pastoral se lo impedía, ya que las clarisas eran una orden religiosa de clausura.
Fourier y María Teresa hicieron una fundación en Mihiel, a la que le siguieron otras en el ducado de Lorena. El reconocimiento pontificiolo obtuvieron en 1616 por Urbano VIII. María Teresa fue la primera superiora del instituto hasta el año de la aprobación. Al renunciar en favor de otra, se alejó e hizo vida solitaria en el convento de Nancy. En los últimos años de su vida padeció una enfermedad incurable de la que falleció el 9 de enero de 1622, a los 45 años.

## Culto
María Teresa de Jesús Le Clerc murió con fama de santidad entre sus religiosas. Aunque si Pedro Fourier, el fundador de la congregación, no le dio el la relevancia como tal, esta la consideró siempre como su cofundadora. Quizá fue esta la razón por la cual su causa de beatificación no fue introducida sino solo hasta finales del siglo XIX.
El 4 de mayo de 1947, María Teresa fue beatificada por el papa Pío XII. La Iglesia católica celebra su fiesta el 9 de enero y sus reliquias se veneran en el monasterio de Nancy de su congregación.